# Réal-Gabriel Bujold
 (janvier 2011).
Si vous disposez d'ouvrages ou d'articles de référence ou si vous connaissez des sites web de qualité traitant du thème abordé ici, merci de compléter l'article en donnant les références utiles à sa vérifiabilité et en les liant à la section « Notes et références ».
Pour les articles homonymes, voir Bujold.
Réal-Gabriel Bujold (né le 27 février 1949 à Val-d'Espoir et mort le 3 novembre 2023 à Laval) est un écrivain, enseignant, journaliste, metteur en scène et éditeur (Lyrelou et Humanitas) québécois.

## Biographie
Il obtient, en 1979, un baccalauréat en pédagogie de l’Université du Québec à Montréal et un certificat du PPMF (Programme de perfectionnement des maîtres de français au primaire) de l’Université de Montréal.
Il est membre de la Société littéraire de Laval et de la Société historique de la Gaspésie. Il est chef de rédaction pour le journal Saditou et collabore à de nombreuses revues (Urgences, Gaspésie, Nouvelles CSQ, etc.).
Réal-Gabriel Bujold œuvre dans le monde de l’enseignement durant 36 ans. Il est présentement directeur littéraire chez Humanitas (Nouvelle optique) et ses derniers romans publiés sont Nos grands-pères ne nous parlaient pas, Pommes de lune ainsi que Écrire devant un rideau de scène aux Éditions Trois-Pistoles. Il est l’auteur du Manifeste en faveur des écrivains québécois.
Directeur du théâtre de L'Écran durant les années 1990, il est président du mouvement Sauvegarde-Gaspésie et fonde le journal Le Cormoran déchaîné, puis par la suite, Le Cormoran apprivoisé qu’il distribue dans son village natal.
Auteur de pièces de théâtre pour enfants dont quelques-unes sont regroupées dans Trois Comédies loufoques, il publie également plus d’une quinzaine de romans. Il est à l’origine du Groupe d’Initiative et de Développement de Val-d’Espoir et est l’instigateur des Retrouvailles de 1995 ainsi que du projet des fresques historiques.
Il meurt le 3 novembre 2023 à Laval.

## Distinctions
- Nomination pour le prix France-Québec en 1981
- Prix du Mérite culturel gaspésien en 1986
- Prix Arthur-Buies du salon du livre de Rimouski en 1989
- Bourse de recherche à Guernesey (Royaume-Uni) en 1987

Il est honoré sur les ondes de Radio-Canada en février 2005 lors de l’émission Ça va être ta fête.
En 2007, il participe à la tournée Livres en fête dans la région de la Baie des Chaleurs.

## Œuvres publiées
- a Troupe, écrits, Val-d'Espoir, 1973
- Val-d’Espoir, à fleur de souvenance, monographie, Multicopie Laval, 1978
- Val-d’Espoir, la huche aux farfouilleux, monographie, Multicopie Laval, 1978
- Le P’tit Ministre-les-pommes, roman, Leméac, 1980
- La sang-mêlé d’arrière-pays, roman, Leméac, 1981
- La Brèche-à-Ninon, roman, Éditeq, 1983
- Les coqueluches du Shack-à-Farine, roman, La Presse, 1983
- On a scalpé mon ange gardien, roman, Leméac, 1985
- La ruelle de Trousse-Chemine, roman, Lyrelou, 1986
- Fantaisies guernesiaises, essai, revue Gaspésie, 1987
- Almanach littéraire gaspésien, nouvelles, Guérin littérature, 1988
- L’intolérable illusion d’un jardinier d’enfants, Guérin littérature, 1988
- Prof Bar-B-Q livré à domicile, roman, De Mortagne, 1989
- La maîtresse d’école ménopausée, roman, De Mortagne, 1990
- Les frisés-mouton du p’tit Ministre, roman, De Mortagne, 1991
- L’Indien qui ne regardait jamais la mer, suivi de Le Chant de Cocomatinoc, théâtre, Humanitas, 1992
- Le Bouddha de Percé, roman, Éditions d’Acadie, 1994
- La grande aventure de Val-d’Espoir, théâtre, Val-d’Espoir, 1995, Les moutons noirs d’arrière-pays, théâtre, Val-d’Espoir, 1996
- Le Mystère d’un coq perché, théâtre, Val-d’Espoir, 1997
- À quoi rêvent les morues, nouvelles, Humanitas, 1996
- Le chaud lapin, roman, Humanitas, 1998
- Les petits chevaux de bois, nouvelle, Brèves littéraires, 2000
- Trois comédies loufoques, théâtre, Humanitas, 2002
  - Mircador ou les aventuriers du bleuet perdu
  - Le cauchemar de Cupidon
  - Cerveaux vifs et cerfs-volants
- Noces de papier, roman, Humanitas, 2003
- Le rire du squelette, roman jeunesse, Aigle moqueur éditeur, 2005
- La déforme scolaire, essai, Humanitas, 2005
- L’effet pervers des dominos, nouvelle, Brèves littéraires, 2005
- Chroniques et mystères des retrouvailles, roman, Humanitas, 2007
- La danse à Odilon, théâtre, Val-d’Espoir, 2007
- Manifeste en faveur des auteurs québécois, collaboration Alain Stanké, 2008
- Pommes de lune, nouvelles, Nouvelle Optique, coll. Zachary Bourget, 2009
- Nos grands-pères ne nous parlaient pas, récit, Humanitas, 2009
- Devant un rideau de scène, collection Écrire, Éditions Trois-Pistoles, 2010

## À paraître
- Zachary et l’œil du pirate, roman jeunesse
- Coïncidences et autres nouvelles, nouvelles
- Conte à régler avec le temps, théâtre, en collaboration avec Alain Stanké